# Canoagem nos Jogos Olímpicos de Verão de 2008 - Slalom C-1 masculino
A competição slalom C-1 masculino de canoagem nos Jogos Olímpicos de Verão de 2008 realizou-se nos dias 11 (provas eliminatórias) e 12 de agosto (semifinais e final).

## Medalhistas
| Ouro   | SVK Michal Martikán |
| Prata  | GBR David Florence  |
| Bronze | AUS Robin Bell      |

## Calendário
Horários de Pequim (UTC+8)
| Data                                | Horário     | Fase                      |
| ----------------------------------- | ----------- | ------------------------- |
| Segunda-feira, 11 de agosto de 2008 | 15:00-15:50 | Eliminatória (1ª bateria) |
| Segunda-feira, 11 de agosto de 2008 | 16:52-17:40 | Eliminatória (2ª bateria) |
| Terça-feira, 12 de agosto de 2008   | 15:00-15:40 | Semifinal                 |
| Terça-feira, 12 de agosto de 2008   | 16:47-17:15 | Final                     |

## Resultados
| #  | Nome                   | Preliminar | Preliminar | Preliminar | Preliminar | Semifinais | Semifinais | Final  | Final  |
| #  | Nome                   | Desc. 1    | Desc. 2    | Total      | #          | Tempo      | #          | Tempo  | Total  |
| -- | ---------------------- | ---------- | ---------- | ---------- | ---------- | ---------- | ---------- | ------ | ------ |
|    | SVK Michal Martikán    | 85.13      | 85.02      | 170.15     | 1          | 88.92      | 1          | 87.73  | 176.65 |
|    | GBR David Florence     | 89.47      | 82.16      | 171.63     | 3          | 90.46      | 4          | 88.15  | 178.61 |
|    | AUS Robin Bell         | 88.86      | 87.59      | 176.45     | 7          | 91.16      | 5          | 89.43  | 180.59 |
| 4  | ESP Ander Elosegui     | 87.00      | 85.47      | 172.47     | 5          | 92.19      | 7          | 89.93  | 182.12 |
| 5  | CZE Stanislav Ježek    | 85.69      | 86.40      | 172.09     | 4          | 89.85      | 2          | 92.44  | 182.29 |
| 6  | USA Benn Fraker        | 91.97      | 87.47      | 179.44     | 10         | 92.27      | 8          | 90.87  | 183.14 |
| 7  | GRE Christos Tsakmakis | 91.53      | 86.01      | 177.54     | 8          | 92.18      | 6          | 94.49  | 186.67 |
| 8  | POL Krzysztof Bieryt   | 95.39      | 87.90      | 183.29     | 12         | 90.08      | 3          | 110.13 | 200.21 |
|    |                        |            |            |            |            |            |            |        |        |
| 9  | FRA Tony Estanguet     | 89.99      | 86.09      | 176.08     | 6          | 93.92      | 9          |        |        |
| 10 | RUS Aleksander Lipatov | 87.65      | 90.51      | 178.16     | 9          | 94.16      | 10         |        |        |
| 11 | CHN Feng Liming        | 91.44      | 90.55      | 181.99     | 11         | 94.64      | 11         |        |        |
| 12 | GER Jan Benzien        | 85.92      | 84.58      | 170.50     | 2          | 95.15      | 12         |        |        |
|    |                        |            |            |            |            |            |            |        |        |
| 13 | CAN James Cartwright   | 93.83      | 90.80      | 184.63     | 13         |            |            |        |        |
| 14 | JPN Takuya Haneda      | 94.08      | 92.24      | 186.32     | 14         |            |            |        |        |
| 15 | CRO Emir Mujčinović    | 95.41      | 93.90      | 189.31     | 15         |            |            |        |        |
| 16 | RSA Siboniso Cele      | 162.51     | 100.42     | 262.93     | 16         |            |            |        |        |